# 四便士棺材床

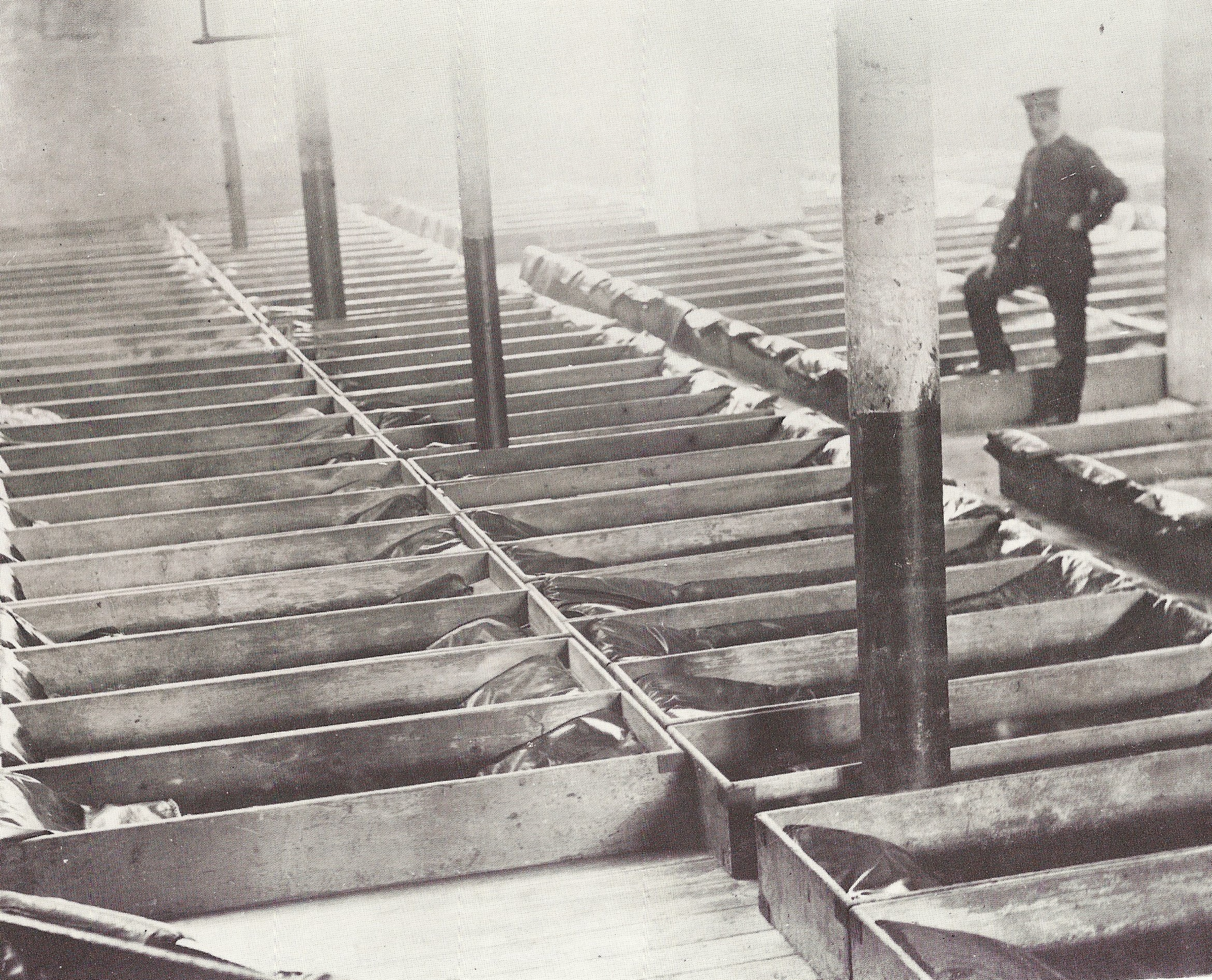
一行行的「棺材」是倫敦伯恩街旅館的床位（大約1900年攝）

四便士棺材床是指慈善機構救世軍在19世紀末至20世紀初，於英國倫敦所開設的第一個露宿者庇護所當中，所使用的一種床。
救世軍當時設立了多種不同等級的庇護所，根據等級向尋求庇護者收取不等的價錢。